# Ver rose du cotonnier
Pectinophora gossypiella
Espèce
Synonymes
Selon BioLib (10 janvier 2021) :
- Depressaria gossypiella Saunders, 1844
- Gelechia umbripennis Walsingham, 1885

Le Ver rose du cotonnier (Pectinophora gossypiella) est une espèce de lépidoptères (papillons) de la famille des Gelechiidae. C’est un insecte connu pour être un ravageur dans la culture du coton.

## Systématique
L'espèce Pectinophora gossypiella a été décrite par William Wilson Saunders en 1844 sous le protonyme de Depressaria gossypiella.

## Description et origine

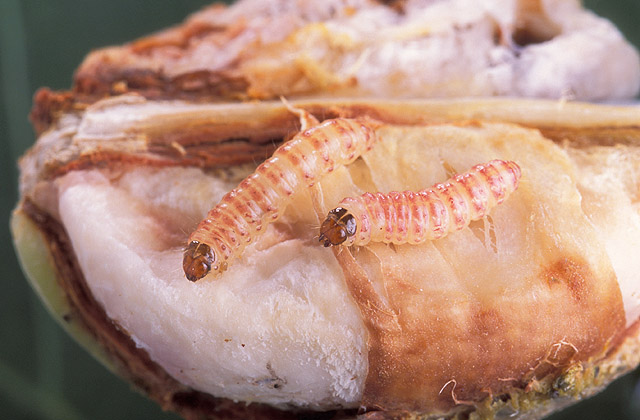
Ver rose du cotonnier.

L'adulte est un petit papillon de nuit gris et mince, aux ailes frangées. La larve est une chenille blanc terne avec huit paires de pattes et une bande rose bien visible sur le dos.
Le Ver rose du cotonnier est originaire d'Asie, mais est désormais une espèce envahissante dans la plupart des régions cotonnières du monde. Elle a atteint la ceinture du coton, dans le Sud des États-Unis, dans les années 1920. C'était devenu un ravageur important dans les champs de coton des déserts du Sud de la Californie et de l'Arizona jusqu'à son éradication déclarée en 2018 par l'USDA. L'éradication a mobilisé plusieurs techniques : des lâches nombreux d'insectes rendus stériles par irradiation et des cotons transgénique Bt.
La femelle de ce papillon de nuit pond des œufs dans une capsule de coton. Lorsque les larves sortent des œufs, elles infligent des dégâts en se nourrissant. Elles mâchent la fibre de coton pour se nourrir des graines. Comme le coton est utilisé à la fois pour la fibre et pour l'huile de graines, les dégâts sont doubles. L’impact sur les tissus protecteurs de la capsule de coton constitue aussi une porte d'entrée pour d'autres insectes et champignons.

## Cycle biologique
Le cycle de vie du ver rose de la capsule comprend quatre stades de développement : l'œuf, la larve, la chrysalide et l'adulte. Le cycle de vie complet d'un œuf à l'autre varie en raison de la température et d'autres conditions, mais généralement il est d'environ un mois en été. Seuls les stades larvaires provoquent de dégâts préjudiciables à la production du coton.

### Œufs
Les œufs du ver rose de la capsule sont pondus sous les bractées des capsules de coton. L'éclosion intervient  trois à quatre jours environ après la ponte. D'abord blancs, ils évoluent vers une couleur orange au fur et à mesure que les larves se développent. 

### Larves
A l'éclosion, les larves (chenilles) sont blanches avec une tête brune. Elles deviennent roses au quatrième et dernier stade larvaire. Les larves pénètrent dans le cotonnier, généralement dans la capsule de coton, afin de se nourrir des graines. Elles se déplacent de graine en graine dans la capsule, mâchant les fibres de coton au fur et à mesure. Le développement complet des larves demande douze à quinze jours, après quoi elles se déplacent vers le sol pour la nymphose. La chrysalide brune reste immobile dans la couche supérieure du sol pendant sept à huit jours. 

### Adultes
Les adultes émergent sous forme de papillons de nuit brunâtres ou grisâtres, portant sur les ailes des marbrures et des taches sombres. Il faut deux ou trois jours pour que les femelles s'accouplent et mûrissent leurs œufs. Après cette brève période, elles pondent la majorité des œufs dans une période de dix jours.

## Distribution
L'aire de répartition de P. gossypiella recouvre toutes les régions tropicales d'Amérique, d'Afrique, d'Asie et d'Australasie, y compris les régions subtropicales, le Pakistan, l'Égypte et le Mexique. L'espèce a été éradiquée de toutes les zones de culture du cotonnier de la zone continentale des États-Unis,, plus d'un siècle après son introduction, par l'action synergique de l'usage de coton transgénique exprimant la toxine Bt et de la technique de l'insecte stérile.

## Détection par signature sonore
On sait techniquement depuis le début des années 2000 identifier automatiquement, au sein des balles de coton, la signature sonore du Ver rose du cotonnier.

## Lutte
Des variétés transgéniques de coton ont été utilisées en Inde pour préserver les cultures de ce ravageur, mais sont désormais, pour certaines, inefficaces,. Aux États-Unis, elles ont contribué à l'éradication de l'espèce après plus d'un siècle de présence invasive,,.
Des insecticides peuvent être utilisés pour protéger les champs de coton. Une fois la culture récoltée, le champ est également labouré dès que possible pour arrêter le cycle de vie d’une nouvelle génération de ravageur. Les capsules non récoltées abritent les larves, qui sont donc détruites. Les plantes sont enfouies dans la terre et les champs sont irrigués généreusement pour noyer les parasites restants. Certains agriculteurs brûlent le chaume après la récolte. La lutte contre les populations de ce ravageur peut également passer par l’utilisation de phéromones, une alternative aux insecticides chimiques traditionnels, qui est aussi plus sélective.